# Jan Bártů
Jan Bártů (ur. 16 stycznia 1955 w Pradze) – czechosłowacki pięcioboista nowoczesny. Dwukrotny medalista olimpijski.
Brał udział w dwóch igrzyskach olimpijskich (1976, 1980). W 1976 indywidualnie zdobył brązowy medal. przegrywając jedynie z Januszem Pyciakiem-Peciakiem z Polski i Pawłem Ledniowem ze Związku Radzieckiego. Wspólnie z kolegami zdobył srebrny medal w drużynie – partnerowali mu Bohumil Starnovský i Jiří Adam. W 1980 był 16. indywidualnie i 6. w drużynie.
Jego ojciec Karel Bártů również był pięcioboistą nowoczesnym, olimpijczykiem z 1948.